# アイダホ州会議事堂

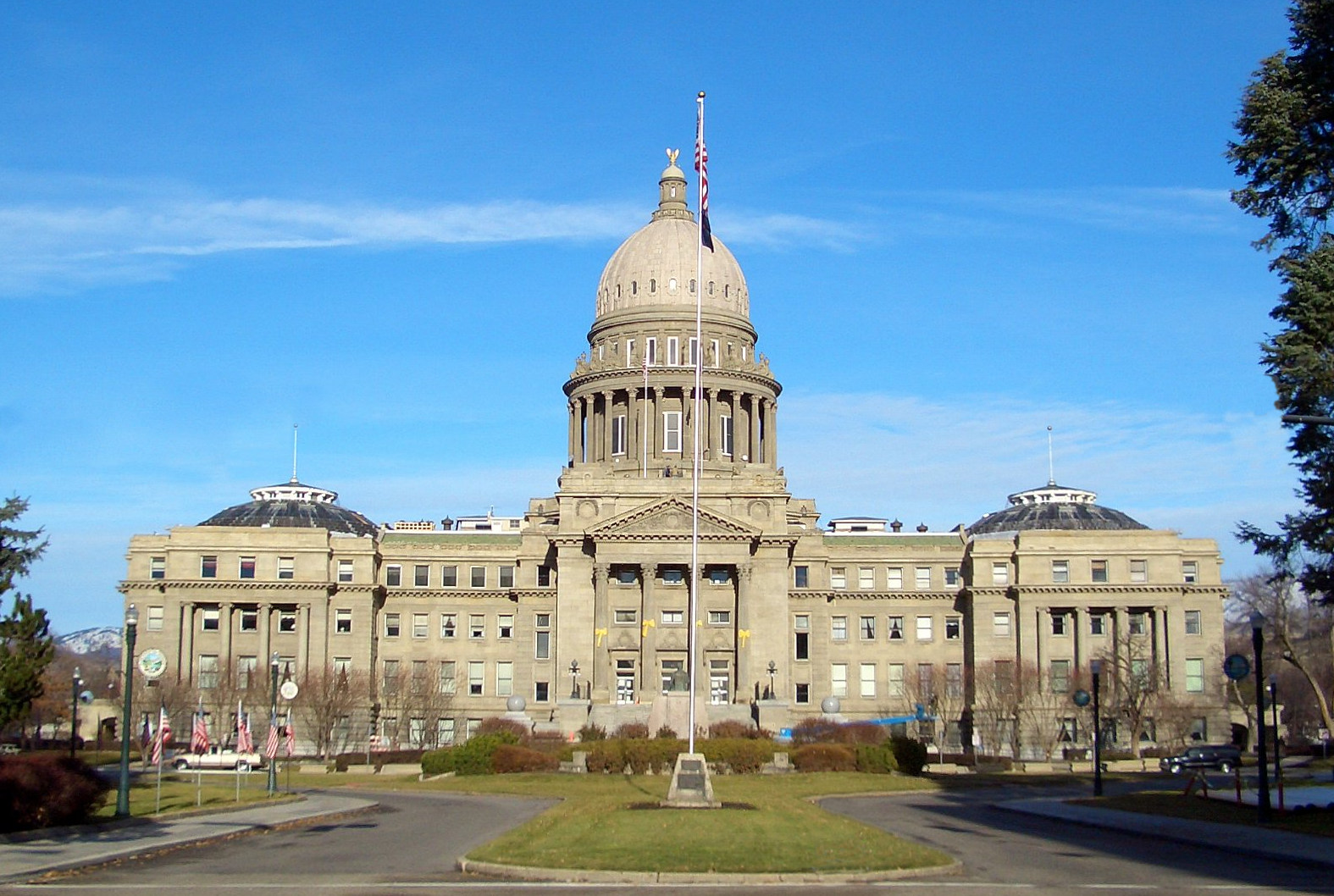
アイダホ州会議事堂

アイダホ州会議事堂（アイダホしゅうかいぎじどう、Idaho State Capitol）は、アメリカ合衆国アイダホ州の州都ボイシに立地する同州議会の議事堂。地元ボイシでは、単にThe Statehouseと呼ばれている。議事堂にはアイダホ州議会の上下両院の議場が置かれている。庁舎の高さは63.4m（208フィート）である。偶然にも、この208フィートという高さはアイダホ州全土の市外局番208と一致するが、庁舎は電話が広く普及するよりも前に完成したものであり、庁舎の高さと市外局番との間には直接的な関係はない。また、アイダホ州会議事堂は全米の州会議事堂の中で唯一、地熱による暖房システムが取り入れられている議事堂である。
最初の庁舎はアイダホが州に昇格する前、1886年にボイシ市内の6thストリート、7thストリート、ジェファーソン・ストリート、およびステート・ストリートに囲まれた区画に建設された。レンガ造のこの準州会議事堂の設計にはミシガン州会議事堂、コロラド州会議事堂、テキサス州会議事堂の設計で知られるイリノイ州スプリングフィールドの建築家、イライジャ・マイヤーズが携わった。
しかしその4年後、1890年にアイダホが州に昇格すると、すぐに州政府の規模が庁舎の収容能力を上回るようになった。そこで1905年、州政府は地元ボイシで多数の教会や学校の設計を手がけていた2名の建築家、ジョン・E・ツアーテロッテとチャールズ・F・ハメルに、新しい庁舎の設計を依頼した。ワシントンD.C.の連邦議会議事堂を模して設計されたこの新しい庁舎の建材には大理石のほか、地元ボイシ産の砂岩が用いられた。建設に200万ドル（当時）の費用を要したこの庁舎は1920年に完成した。庁舎の内部には、ハーバート・A・コリンズの手による、歴代のアイダホ準州知事およびアイダホ州知事の肖像画20枚が1911年に飾られた。
議事堂の地下にはアイダホ州最高裁判所の庁舎とつながっているトンネルの入口がある。州政府職員のみが利用できるこのトンネルは毎日使用されている。また、このトンネルは有事の際には州知事や職員を守れる、防空壕としての役割も果たせるように設計されている。庁舎正面入口のすぐ横には州知事専用の駐車場が設けられている。州知事の車にはアイダホ州のプレートナンバー1がつけられている。
この庁舎内の部屋は党幹部会議室と州上下両院のラウンジを除き、誰でも見学可能である。また、議事堂の敷地内、庁舎の正面に置かれている自由の鐘のレプリカは誰でも鳴らすことができる。